# Újpetre, Baranya
Újpetre este un sat în districtul Siklós, județul Baranya, Ungaria, având o populație de 1.064 de locuitori (2011). 

## Demografie
Componența etnică a satului Újpetre
     Maghiari (80,2%)
     Germani (14,33%)
     Romi (4,44%)
     Necunoscut (0,34%)
     Croați (0,68%)
     Alții (0,34%)
Componența confesională a satului Újpetre
     Romano-catolici (56,58%)
     Reformați (11,18%)
     Fără religie (9,12%)
     Necunoscută (21,99%)
     Alte religii (1,88%)
Conform recensământului din 2011, satul Újpetre avea 1.064 de locuitori. Din punct de vedere etnic, majoritatea locuitorilor (80,2%) erau maghiari, existând și minorități de germani (14,33%) și romi (4,44%). Apartenența etnică nu este cunoscută în cazul a 0,34% din locuitori.  Din punct de vedere confesional, majoritatea locuitorilor (56,58%) erau romano-catolici, existând și minorități de reformați (11,18%) și persoane fără religie (9,12%). Pentru 21,99% din locuitori nu este cunoscută apartenența confesională.